# Parkesburg
Parkesburg est un borough situé au centre-ouest du comté de Chester, en Pennsylvanie, aux États-Unis,. En 2010, il comptait une population de 3 593 habitants. Il est incorporé le 1er mars 1872.

## Démographie
Lors du recensement de 2010, le borough comptait une population de 3 593 habitants. Elle est estimée, en 2019, à 3 822 habitants.

### Source de la traduction
- (en) Cet article est partiellement ou en totalité issu de l’article de Wikipédia en anglais intitulé « Parkesburg, Pennsylvania » (voir la liste des auteurs).